# Anne of Little Smoky
Anne of Little Smoky è un film muto del 1921 diretto da Edward Connor.

## Produzione
Il film fu prodotto dalla Wisteria Productions. Le scene dei combattimenti furono coreografate da Ralph Faulkner.

## Distribuzione
Distribuito dalla Playgoers Pictures, il film uscì nelle sale statunitensi il 20 novembre 1921.